# Barrio Arroyo
Barrio Arroyo es una aldea del municipio de Requena, en la Provincia de Valencia (Comunidad Valenciana, España). Pertenece a la comarca de Requena-Utiel.

## Situación
Barrio Arroyo se encuentra entre San Juan y Roma, a poco más de un kilómetro de San Antonio, de la que le separa el río Magro.

## Historia
El origen de Barrio Arroyo, como el de la mayoría de las aldeas de la Vega, está ligado a una casa de labor que perteneció en su día a la familia Arroyo de Peralta, de la que tomó el nombre.
A mediados del siglo XIX contaba con un centenar de habitantes que ocupaban una treintena de casas, más o menos alineadas siguiendo el viejo camino de Utiel a El Pontón, hoy calle de San Vicente y calle Norte. Entre 1870 y 1940 el número de casas se duplicó, organizándose la ampliación en torno a una calle principal que separa perpendicularmente las calles de San Vicente y Norte y que vino a llamarse calle de la Rambla, por ser ese su origen. El resto de las casas de la aldea se organizó en torno a estas calles principales, que forman una cruz invertida.
En 1887 se contabilizaron 148 habitantes, en 1920 llegaron a ser 212, y en 1950 crecieron hasta 253. Después de esta fecha el descenso por emigración ha sido constante (139 habitantes en 1986, para llegar a los 75 habitantes de 2015). Como ocurre en otras muchas aldeas, durante los meses de verano la población aumenta bastante.

## Economía
La principal y casi única actividad económica de la población es la agricultura y, principalmente el cultivo de la vid, terreno que compone casi todo el suelo del término municipal, y que compone el escudo municipal.

## Fiestas

### Fiestas del Niño Jesús
Cada dos años, y coincidiendo con los años impares, se celebran las fiestas dedicadas al patrón de la aldea, el Niño Jesús (los años pares las fiestas se celebran en la vecina aldea de Calderón).
Comienzan el Sábado de Gloria, con la recogida de romero y fabricación de los arcos con el romero recogido, que son dos y se instalan uno en el centro de la aldea y el otro en la puerta de la antigua escuela.
El Domingo de Resurrección, al amanecer, los mozos y las mozas junto con la banda de música van a la aldea de San Juan a recoger al Niño Jesús, y tras recorrer las calles de la aldea con el ambiente festivo de la música, lo depositan bajo el arco de romero instalado en el centro de la aldea. Después de celebrar una misa, los vecinos acompañarán al Niño Jesús en romería hasta la casa de la Manchuela,donde espera la Virgen de los Dolores y se realiza el Encuentro.El Encuentro escenifica el reencuentro del Niño Perdido con su Madre. Como colofón se lleva en procesión a la Virgen y el Niño hasta la iglesia de San Juan, donde se realiza otra misa. En 2013 las fiestas han vuelto a reunir a niños, jóvenes con orígenes en Barrio Arroyo para dar un nuevo esplendor a estas fiestas centenarias.

### Fiestas del Envero
La última semana de julio se celebran las Fiestas del Envero, en las que se procura divertir y entretener a todos los vecinos y visitantes.

## Entorno
En lo alto de la aldea se encuentra el Parque de los Trilladores, con unas mesas de piedra junto a unos asadores para barbacoas. 
Un poco alejados de la aldea se encuentran los parajes de La Pinada, o la Fuente de La Teja, donde se mezclan los viñedos con el monte bajo lleno de romero y las agrestes ramblas hoy secas, pero con las huellas de haber servido de lecho a grandes avenidas de agua. Es tradicional acudir a estos parajes el Lunes de Pascua a comer la mona. 
Cuenta además, con un original monumento a la peseta en plena plaza del pueblo.

## Club de fútbol de Barrio Arroyo
La pedanía de Barrio Arroyo, pese a ser pequeña y estar dedicada a la viña, tiene su club propio de fútbol. Curiosamente, como el pueblo en parte se dedica al viñedo, el escudo del club es un balón junto a una cepa. No es un gran equipo comparado con la élite, pero quedó subcampeón en el torneo futbolístico de Interaldeas, en su segunda edición, en el que participan El Rebollar, Casas de Eufemia y Barrio Arroyo. Quedó subcampeón tras ganar 4-0 a El Rebollar, pero perder contra Casas de Eufemia por 2-1.